# دنيس إدواردز (لاعب كرة قدم أمريكية)
دنيس إدواردز (بالإنجليزية: Dennis Edwards) هو لاعب كرة قدم أمريكية أمريكي، ولد في 6 أكتوبر 1959 في ستوكتون في الولايات المتحدة.

## وصلات خارجية
- دنيس إدواردز على موقع مرجع كرة القدم المحترفة.كوم (الإنجليزية)